# Smeernippel

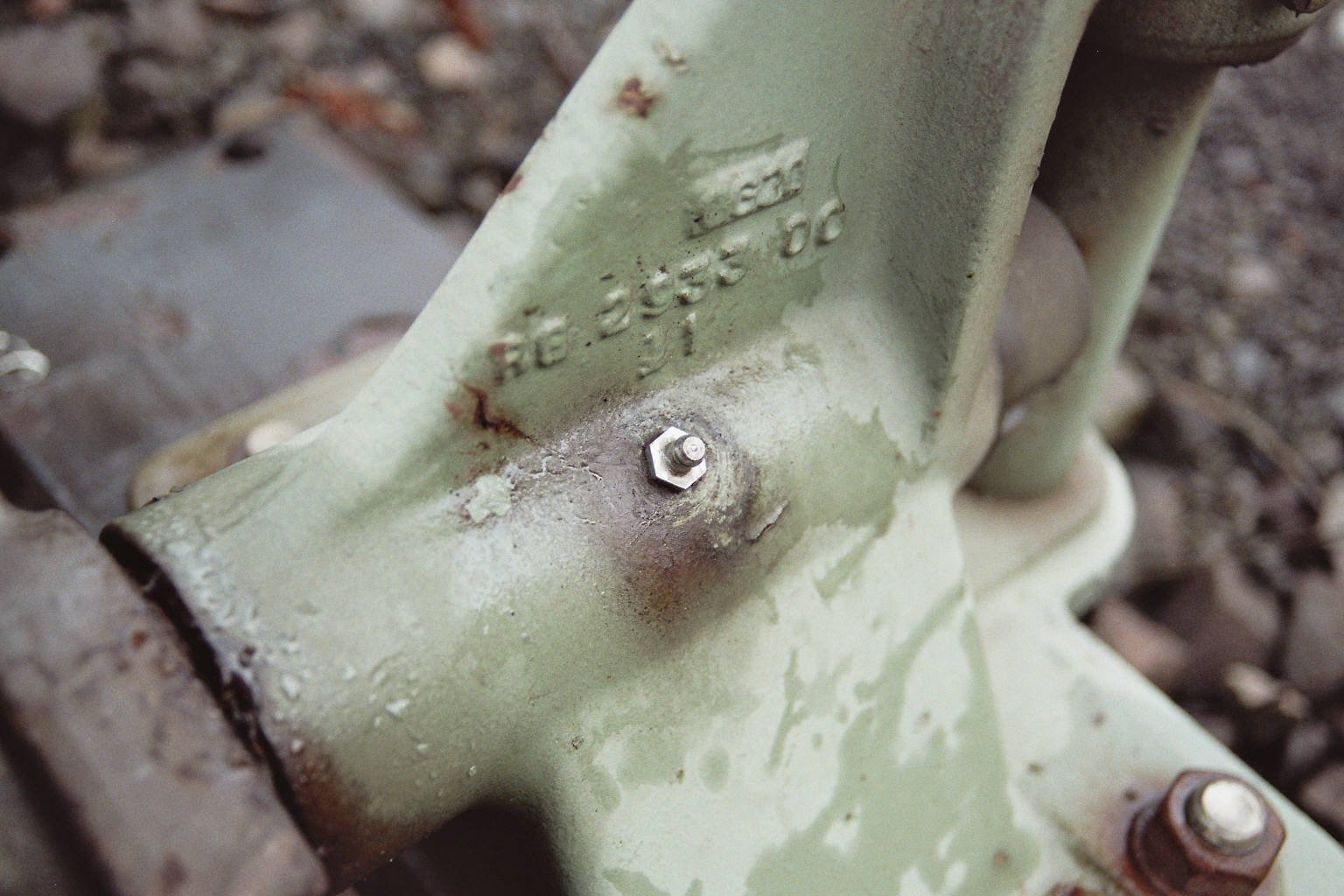
Smeernippel

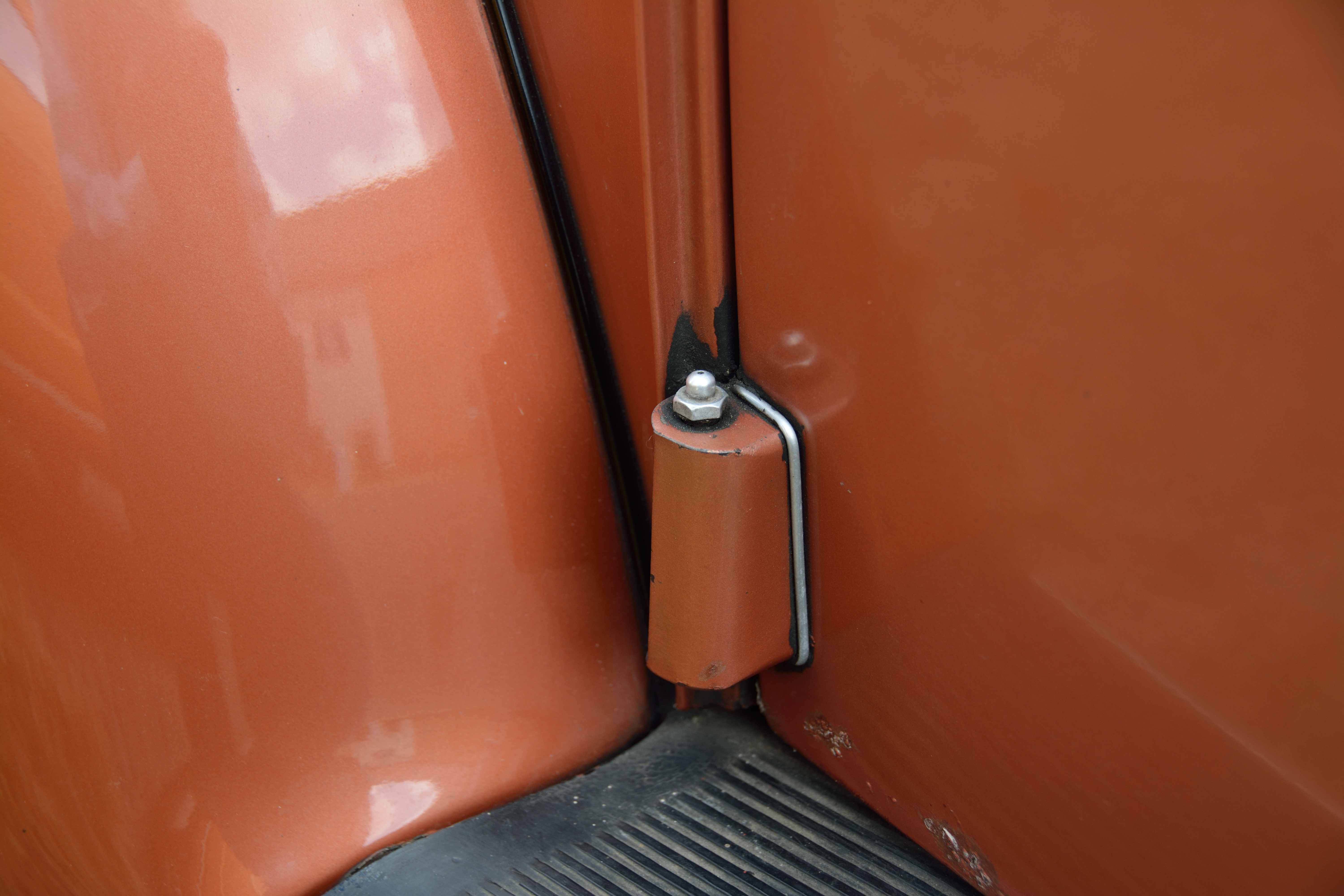
Een smeernippel aan de bestuurdersdeur van een VW Kever Cabrio van 1956

Een smeernippel of vetnippel is een metalen onderdeel, bijvoorbeeld van roestvast staal of messing, dat wordt vastgeschroefd in een geboorde opening in machineonderdelen en waardoorheen een smeermiddel onder druk in de behuizing van een lager wordt geperst.
De smeernippel steekt uit de zijkant van de behuizing. Hierop kan een vetspuit worden bevestigd. De vetspuit wordt zo gebruikt dat de druk op het smeermiddel in de vetspuit wordt verhoogd en een kogeltje, dat de opening van de smeernippel blokkeert, wordt weggedrukt zodat het smeermiddel het lagerhuis instroomt. Vermindert de druk van het smeermiddel dan sluit het kogeltje de smeernippel opnieuw af. Het kogeltje zorgt ervoor dat er geen vuil in het apparaat komt en dat er geen smeermiddel weer via de smeernippel uit de behuizing naar buiten treedt.